# Андрієнко Тетяна Леонідівна
Тетя́на Леоні́дівна Андріє́нко (Андрієнко-Малюк; 27 грудня 1938, м. Льгов Курської області, Східна Слобожанщина — 27 грудня 2016, м. Київ) — українська вчена галузі ботаніки, фахівчиня з охорони рослинного світу, професор, доктор біологічних наук (1992), лауреатка Державної премії України в галузі науки і техніки (2005), нагороджена орденом княгині Ольги та медаллю «Срібний листок» Європейської організації у галузі охорони рослин «Планта Європа» (м. Уппсала, Швеція, 1998). Авторка близько 400 наукових праць, зокрема 28 монографій. Зробила великий внесок у формування мережі заповідних територій України та створення Зеленої і Червоної книг України.

## Біографічні дані
Батько Тетяни Леонідівни — Андрієнко Леонід Васильович, мати — Дем'янович Наталія Іванівна. Донька Тетяна народилася у них 1938 року.
Батьки після закінчення Маслівського сільськогосподарського технікуму (Миронівський район на Київщині) отримали скерування на роботу на Льговську селекційну станцію (Курська область РРФСР). Восени 1944 року (тобто коли Тетяні ще не виповнилося 6 років) родина повернулася до Києва.
У повоєнний час (1944—1953 pp.) батько був редактором молодіжної республіканської газети. В будинку по вул. Толстого, 25, де мешкала родина, вечорами та на свята збиралися друзі батька — журналісти, поети, письменники, особливо часто приходили поети Валентин Бичко, Платон Воронько, Володимир Сосюра, Остап Вишня, журналіст та поет Святослав Іванов.
1946—1956 — Тетяна Леонідівна навчалася в Київській середній школі № 33, яку закінчила із золотою медаллю.
1956—1961 — навчалася на біологічному факультеті Київського університету.
Від 1961 — працювала у відділі геоботаніки Інституту ботаніки імені М. Г. Холодного Національної академії наук України
1965—1968 — аспірантка цього ж відділу, науковий керівник кандидатської дисертації проф. Єлизавета Брадіс.
1969 — Т. Л. Андрієнко захистила кандидатську дисертацію на тему: «Болота Українських Карпат та Прикарпаття».
від 1991 — завідувачка Міжвідомчої комплексної лабораторії наукових основ заповідної справи НАН України та Міністерства екологічної безпеки України.
В 1992 році захистила докторську дисертацію на тему «Рослинність Українського Полісся — територіальний розподіл, динаміка, охорона».
Померла 27 грудня 2016 року, у свій День народження, після тривалої хвороби. Похована у м. Києві на Байковому кладовищі.

## Наукові інтереси
Фахівчиня у галузі геоботаніки, флористики, созології.
Основні напрямки діяльності: охорона рослинного світу, фітоценологія, болотознавство, розбудова мережі природно-заповідних територій.

## Наукові дослідження

### Болотознавство
Тетяна Леонідівна у своїй кандидатській дисертації виділила і охарактеризувала типи і шляхи розвитку гірських боліт Українських Карпат.
Рідкісні гірські болота Українських Карпат, виділені Т. Л. Андрієнко, стали першими, які були взяті в Україні під державну охорону в рамках міжнародної програми «Телма». В нашій країні цю програму очолювала Є. М. Брадіс, а її заступником була Т. Л. Андрієнко. Вони підготували перелік боліт України, що потребують охорони (1973), який надалі постійно поповнювався. Чи мало цінних боліт, що ввійшли до нього, вдалося зберегти, хоча багато не менш цінних боліт було втрачено внаслідок непродуманої та масштабної меліорації. Тетяна Леонідівна вивчала рослинні угруповання боліт, їхню динаміку, зокрема вплив на них осушувальної меліорації, поширення й ценотичні особливості болотних видів.

### Дослідження рослинного світу Полісся
Основним регіоном наукових досліджень Т. Л. Андрієнко було Українське Полісся, де вона працювала понад 30 років, разом із колегами та учнями вивчала його рослинність, флору, рідкісні види й ценози, займалася формуванням екологічної мережі регіону. Вона написала серію статей (частково у співавторстві) про такі рідкісні види Українського Полісся, як Scheuchzeria palustris, Carex dioica, Chamaedaphne calyculata, Drosera intermedia, Juncus bulbosus, J. squarrosus, види дрібних болотних верб, болотні види орхідних тощо. У 1980-х роках Т. Л. Андрієнко розпочала детальне вивчення найцінніших ділянок Українського Полісся з метою створення й подальшого дослідження природно-заповідних територій. Одним із перших серед них був Поліський заповідник. Окрім нього, були вивчені й охарактеризовані інші цікаві та цінні природні ділянки, які пізніше набули за повідного статусу. Загалом рослинному світу цього регіону вона присвятила декілька монографій.

### Охорона рослинності та флори України, формування системи заповідних територій
Тетяна Леонідівна значну увагу приділяє охороні рідкісних видів флори України. Вона підготувала нариси про 20 видів рослин для першого видання «Червоної книги Української РСР» (1980), 42 види — до другого (1996), 39 видів — до її третього видання ЧКУ (2009). Під керівництвом Тетяни Леонідівни складені списки регіонально рідкісних видів для низки поліських областей України. Спільно з М. М. Перегримом підготовлено довідник «Офіційні переліки регіонально рідкісних рослин адміністративних територій України» (2012), у якому узагальнено відомості щодо таких списків у 23 адміністративних областях України, а також у містах Київ і Севастополь.
Серед важливих синфітосозологічних видань, у написанні яких брала участь Тетяна Леонідівна, слід назвати «Зелену книгу України» (1987, 2009), проєкт якої Ю. Р. Шеляг-Сосонко і Т. Л. Андрієнко в 1983 році презентували на VII з'їзді Всесоюзного ботанічного товариства.
У 1991 році була створена міжвідомча комплексна лабораторія наукових основ заповідної справи НАН України та Мінприроди, яку очолила Тетяна Леонідівна. Основними напрямами роботи лабораторії стали розробка теоретичних і методичних питань заповідної справи, дослідження, що мають забезпечити розвиток оптимальної мережі природно-заповідних територій та об'єктів, розробка рекомендацій стосовно збереження біорізноманіття і режимів охорони, інвентаризація біоти природно-заповідних територій України. Підготовлені природничі та созологічні частини проєктів нині створених важливих природно-заповідних територій, таких як Рівненський природний заповідник, низка національних природних («Вижницький», «Деснянсько–Старогутський», «Цуманська пуща», «Мале Полісся», «Мезинський», «Прип'ять–Стохід» і деякі інші) та регіональних ландшафтних парків. Співробітники лабораторії підготували наукові обґрунтування, які дали змогу розширити мережу природно-заповідних територій в Івано-Франківській, Київській, Кіровоградській, Полтавській, Рівненській, Сумській і Хмельницькій областях. Особливо слід відзначити важливу роль лабораторії та її керівника Т. Л. Андрієнко як наукового редактора при підготовці «Програми Літопису для заповідників та національних природних парків» (2002), за якою нині здійснюють постійні дослідження в заповідниках і Національних природних парках України.

## Проєкти
Тетяна Леонідівна брала активну участь у виконанні низки міжнародних програм і проєктів, спрямованих на збереження біорізноманіття, створення транскордонних природно-заповідних територій, розроблення екологічної мережі, у міжнародному співробітництві фахівців-созологів (TACIS, ECONET, UNESCO-JFIT, ПРООН, Planta Europa).

## Учні
Керівниця 10 успішно захищених кандидатських дисертацій і консультантка 1 успішно захищеної докторської дисертації.

## Основні праці
- «Червона книга Української РСР» (Київ, 1980) — співавторка.
- «Рослинний світ Українського Полісся в аспекті його охорони» (Київ, 1983 — російською мовою) — співавторка.
- «Поліський державний заповідник. Рослинний світ» (Київ, 1986 — російською мовою) — співавторка.
- «Зелена книга Української РСР: рідкісні, зникаючі та типові, що потребують охорони рослинні угруповання» (Київ, 1987 — російською мовою) — співавторка.
- «Перспективна мережа заповідних об'єктів України» (Київ, 1987 — російською мовою) — співавторка.
- «Озер вода жива» (Київ, 1990) — співавторка.
- «Соціально-екологічна значимість природно-заповідних територій України» (Київ, 1991 — російською мовою) — співавторка.
- «Заповідна краса Полтавщини» (Полтава, 1996) — співавторка.
- «Мережа регіональних ланд- шафтних парків України: наукові та організаційні основи створення» (Київ, 1996) — співавторка.
- «Червона книга України. Рослинний світ» (Київ, 1996) — співавторка.
- «Міждержавні природно-заповідні території України» (Київ, 1998) — співавторка.
- «Заповідні куточки Кіровоградської землі» (Київ, 1999) — редактор, співавторка.
- «Система категорій природно-заповідного фонду України та питання її оптимізації» (Київ, 2001) — редактор, співавторка.
- «Програма Літопису природи для заповідників та національних природних парків: Метод. посіб.» (Київ, 2002) — співавторка.
- «Фіторізноманіття національних природних парків України» (Київ, 2003) — редактор, співавторка.
- «Екологічна мережа Новгород-Сіверського Полісся» (Суми, 2003) — співавторка.
- «Науково-методичне та нормативно-правове забезпечення створення та діяльності регіональних ландшафтних парків України» (Київ, 2004) — співавторка.
- «Заповідні скарби Чернігівщини» (Чернігів, 2005) — співавторка.
- «Заповідні перлини Хмельниччини» (Хмельницький, 2006) — редактор, співавторка.
- «Водно-болотні угіддя України» (Київ, 2006) — авторка.
- «Фіторізноманіття Українського Полісся та його охорона» (Київ, 2006) — редакторка, співавторка.
- «Червона книга України. Рослинний світ» (Київ, 2009) — співавторка.
- «Комахоїдні рослини України» (Київ, 2010) — авторка. [Архівовано 28 січня 2018 у Wayback Machine.]
- «Рідкісні бореальні види на рівнині України» (Київ, 2010) — авторка.
- «Рідкісні та ті, що під охороною рослини Полісся (Польща, Білорусь, Україна, Росія)» (Київ, 2011 — російською мовою) — співавторка.
- «Офіційні переліки регіонально рідкісних рослин адміністративних територій України (довідкове видання)» (Київ, 2012) — співукладачка
- «Фіторізноманіття заповідників і національних природних парків України» (Київ, 2012) — редакторка, співавторка.